# Кубок Боснії і Герцеговини з футболу 2006—2007
Кубок Боснії і Герцеговини з футболу 2006–2007 — 13-й розіграш кубкового футбольного турніру в Боснії і Герцеговині. Володарем кубку вперше став Широкі Брієг.

## Календар
| Раунд       | Дата                   | Матчі | Клуби   |
| ----------- | ---------------------- | ----- | ------- |
| 1/16 фіналу | 20-21 вересня 2006     | 16    | 32 → 16 |
| 1/8 фіналу  | 17-18/25 жовтня 2006   | 16    | 16 → 8  |
| 1/4 фіналу  | 8-15/22 листопада 2006 | 8     | 8 → 4   |
| 1/2 фіналу  | 11/25 квітня 2007      | 4     | 4 → 2   |
| Фінал       | 9/26 травня 2007       | 2     | 2 → 1   |

## 1/16 фіналу
| Команда 1             | Рахунок      | Команда 2                   |
| --------------------- | ------------ | --------------------------- |
| 20 вересня 2006       |              |                             |
| Борац (Баня-Лука)     | 3:2          | Зриньські                   |
| Леотар                | 5:0          | Слобода (Тузла)             |
| Радник (Бієліна)      | 1:3          | Посуш'є                     |
| Челік                 | 2:1          | Єдинство (Біхач)            |
| Широкі Брієг          | 4:0          | Жепче                       |
| Вележ                 | +:-          | Рудар (Прієдор) (2)         |
| Славія                | 3:1          | ТОШК (2)                    |
| Козара (2)            | 0:2          | Желєзнічар                  |
| Дрина (Зворник) (2)   | 1:2          | Сараєво                     |
| Модрича               | 4:0          | Томислав (3)                |
| Ораш'є                | 4:1          | Одзак 102 (3)               |
| Звєзда (2)            | 10:0         | Слога (Босанська Крупа) (3) |
| Бранітель (3)         | 2:5          | БСК Нектар (Баня-Лука) (2)  |
| Горажде (3)           | 2:2 пен. 6:5 | Крешево-Станич (2)          |
| Мркалєвич (Челіч) (3) | 3:0          | Босна (Високо) (2)          |
| 21 вересня 2006       |              |                             |
| Фамос (2)             | 1:1 пен. 5:6 | Любич (Прнявор) (2)         |

## 1/8 фіналу
| Команда 1                  | Заг.    | Команда 2             | 1-й матч | 2-й матч |
| -------------------------- | ------- | --------------------- | -------- | -------- |
| 17/25 жовтня 2006          |         |                       |          |          |
| Модрича                    | 5:2     | Леотар                | 2:0      | 3:2      |
| 18/25 жовтня 2006          |         |                       |          |          |
| Посуш'є                    | 3:6     | Сараєво               | 3:3      | 0:3      |
| Вележ                      | 2:3     | Широкі Брієг          | 2:2      | 0:1      |
| Славія                     | 5:1     | Ораш'є                | 3:0      | 2:1      |
| Желєзнічар                 | 2:2 (ч) | Звєзда (2)            | 1:0      | 1:2      |
| БСК Нектар (Баня-Лука) (2) | 1:3     | Борац (Баня-Лука)     | 0:2      | 1:1      |
| Любич (Прнявор) (2)        | 1:2     | Челік                 | 1:0      | 0:2      |
| Горажде (3)                | 2:4     | Мркалєвич (Челіч) (3) | 2:1      | 0:3      |

## 1/4 фіналу
| Команда 1            | Заг. | Команда 2             | 1-й матч | 2-й матч |
| -------------------- | ---- | --------------------- | -------- | -------- |
| 8/22 листопада 2006  |      |                       |          |          |
| Челік                | 3:0  | Борац (Баня-Лука)     | 2:0      | 1:0      |
| Широкі Брієг         | 7:3  | Модрича               | 2:0      | 5:3      |
| Желєзнічар           | 2:3  | Сараєво               | 0:0      | 2:3      |
| 15/22 листопада 2006 |      |                       |          |          |
| Славія               | 5:3  | Мркалєвич (Челич) (3) | 4:0      | 1:3      |

## 1/2 фіналу
| Команда 1         | Заг.         | Команда 2    | 1-й матч | 2-й матч |
| ----------------- | ------------ | ------------ | -------- | -------- |
| 11/25 квітня 2007 |              |              |          |          |
| Челік             | 2:2 пен. 4:5 | Широкі Брієг | 2:0      | 0:2      |
| Сараєво           | 2:3          | Славія       | 1:1      | 1:2      |

## Фінал
| Команда 1        | Заг. | Команда 2 | 1-й матч | 2-й матч |
| ---------------- | ---- | --------- | -------- | -------- |
| 9/26 травня 2007 |      |           |          |          |
| Широкі Брієг     | 2:1  | Славія    | 1:1      | 1:0      |

### Перший матч
| 9 травня 2007 18:00 (UTC+2) |

| Широкі Брієг | 1:1      | Славія   |
| ------------ | -------- | -------- |
| Келсон 23'   | Протокол | Симич 4' |

| Печара, Широкі Брієг Глядачів: 1 000 Арбітр: Йово Радич |

### Повторний матч
| 26 травня 2007 18:00 (UTC+2) |

| Славія | 0:1      | Широкі Брієг |
| ------ | -------- | ------------ |
|        | Протокол | Ковачич 71'  |

| Міський стадіон, Східне Сараєво Глядачів: 3 000 Арбітр: Мірко Булян |